# Dactylolabis montana
Dactylolabis montana là một loài ruồi trong họ Limoniidae. Chúng phân bố ở miền Tân bắc.